# Federico Cesi (Naturforscher)

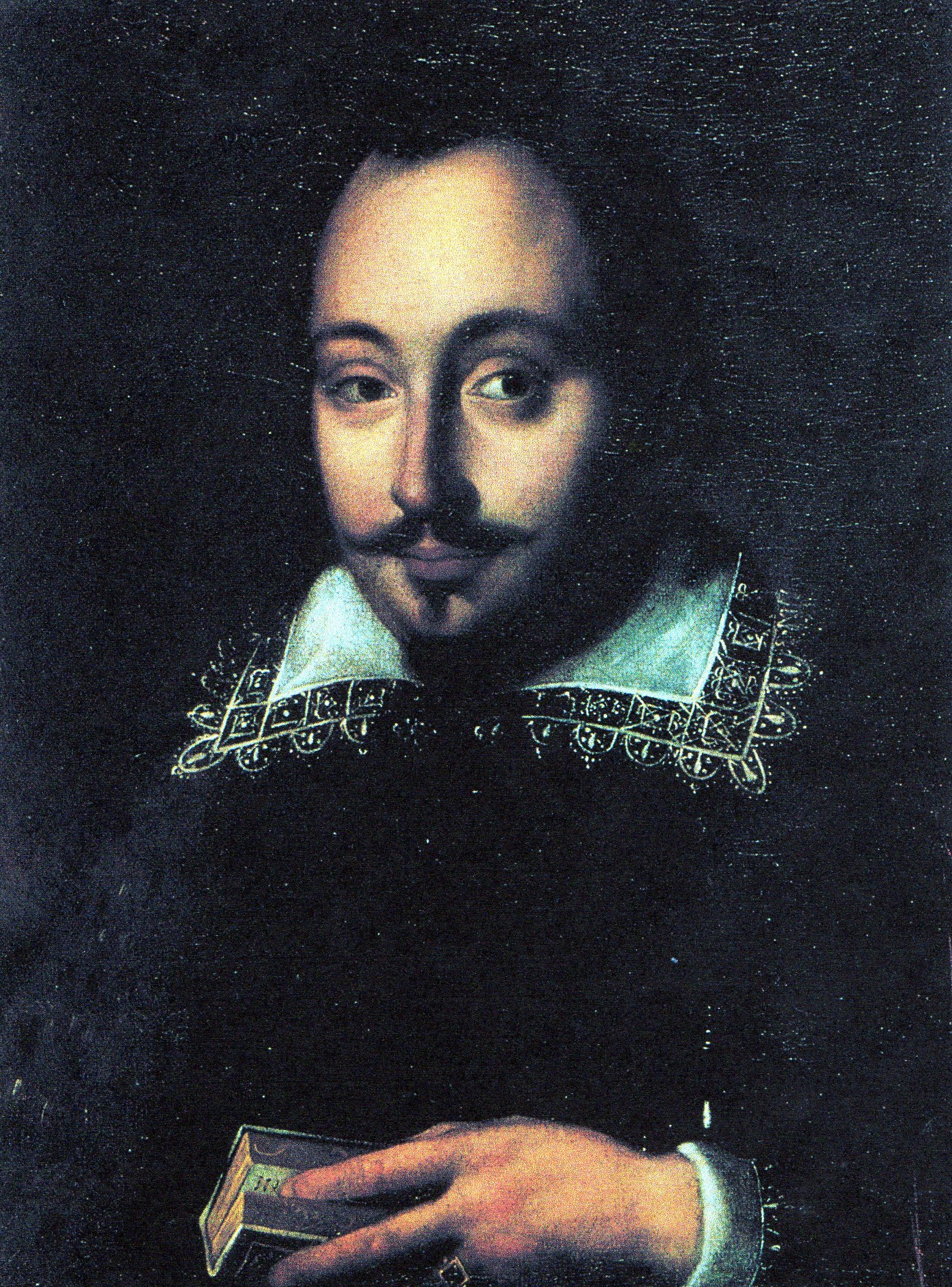
Federico Cesi

Federico Cesi (* 26. Februar 1585 in Rom; † 1. August 1630 in Acquasparta, Umbrien) war der Gründer der Accademia dei Lincei.

## Biografie
Cesis Familie gehörte zur Hocharistokratie Roms, seine Mutter war eine geborene Orsini, der Vater Federico Cesi Marchese di Monticelli (1562–1630) wurde 1588 1. Duca d’Acquasparta (Herzog von Acquasparta). Federico erhielt durch Privatlehrer eine gründliche Ausbildung. Schon früh zeigte sich sein Interesse an den Naturwissenschaften. Er war der Überzeugung, dass die Natur durch direkte Anschauung erforscht werden sollte und nicht – wie bisher an den Universitäten üblich – nach den Schriften des Aristoteles und anderer antiker Autoren. Cesis Vater war mit den naturwissenschaftlichen Ambitionen des Sohnes nicht einverstanden, Federico erhielt jedoch moralische und finanzielle Unterstützung für seine Projekte durch die Mutter. 
1603, im Alter von achtzehn Jahren, gründete Cesi die Accademia dei Lincei, die sich bald eines ausgezeichneten Rufs erfreuen sollte. Die Gründungsmitglieder waren neben Cesi der Mathematiker Francesco Stelluti, der niederländische Physiker, Astrologe und Alchemist Johannes van Heeck sowie Anastasio de Fillis. Die Mitglieder lebten in einer engen Wohngemeinschaft im Hause Cesis. Dort standen ihnen eine Bibliothek und moderne Arbeitsmittel, wie z. B. schon das Mikroskop, für naturwissenschaftliche Untersuchungen zur Verfügung. 
In Rom wurde die Akademie von der Kurie und der Aristokratie mit Misstrauen betrachtet, man unterstellte den Mitgliedern die Ausübung von Schwarzer Magie, verdächtigte sie der Abweichung von der kirchlichen Doktrin und vermutete überhaupt das Schlimmste von ihrem Lebenswandel. Man hatte daher ständig gegen Intrigen zu kämpfen, bis schließlich Heeck gezwungen wurde, Rom zu verlassen. Auch die übrigen Mitglieder wurden vorübergehend an verschiedene Ort verstreut. Cesi hielt jedoch mit allen brieflichen Kontakt. 
Bei einer Reise nach Neapel lernte Cesi den Gelehrten Giambattista della Porta kennen und beschloss, in Neapel eine Filiale seiner Akademie zu gründen, deren Mitglied della Porta im Jahre 1610 wurde. Weitere Mitglieder waren Kardinal Francesco Barberini, ein Neffe des künftigen Papstes Urban VIII., und dessen Sekretär Cassiano dal Pozzo.
1611 wurde Galileo Galilei Mitglied. Einige seiner Schriften wurden von der Akademie publiziert. Im gleichen Jahr begann Cesi mit dem Projekt, die auf seinem Gut Acquasparta in Umbrien gefundenen Fossilien zu sammeln und zu systematisieren, das erste in der europäischen Wissenschaftsgeschichte bekannte Unternehmen dieser Art. Nach seinem Tod wurden die Ergebnisse von Stelluti veröffentlicht. Die sorgfältig ausgeführten und detaillierten Zeichnungen der Fossilien gingen später in Cassiano dal Pozzos Papiermuseum ein.
In ihrer Blütezeit hatte die Akademie 32 Mitglieder. Mit dem Tod ihres Gründers im Jahr 1630 verlor sie an Bedeutung. Nach wechselvollen Geschicken wurde sie 1840 durch Papst Gregor XVI. zunächst geschlossen, bald darauf aber wiederbelebt.
Der Asteroid (8112) Cesi wurde nach ihm benannt.

## Ehen und Nachkommen
Federico Cesi heiratete im Jahr 1614 Artemisia Colonna, eine Tochter von Francesco Colonna Principe di Palestrina († 1636) und Ersilia Sforza, die nach nur zwei Jahren ohne Kinder starb. Noch im selben Jahr, 1616, heiratete er Isabella Salviati, Tochter von Lorenzo Salviati Marchese di Giuliano und Maddalena Strozzi. 1623 wurde der erste Sohn Federico geboren, der drei Tage nach seiner Geburt starb. Im Jahr 1626 wurde ein zweiter Sohn geboren, der ebenfalls kurz nach der Geburt starb. Von den beiden Töchtern wurde eine Nonne in Rom und die andere heiratete in erster Ehe Marchese Ludovico Lante della Rovere und in zweiter Ehe 1642 Paolo Sforza Marchese di Proceno.